# Festival Internacional de Cortometrajes Cine a la Calle
El Festival Internacional de Cortometrajes Cine a la Calle (FICICA) es un festival de cine dedicado al cortometraje. Organizado por la Fundación Cine a la Calle en la ciudad de Barranquilla, Colombia, el evento se realiza cada año en el mes de mayo, presentando de manera gratuita alrededor de 200 cortometrajes de más de 30 países. Es considerado pionero de su tipo en Colombia y uno de los eventos más influyentes de América Latina en cuanto a cortometrajes. Cuenta con unos 15000 asistentes anuales desde el año 2001.